# 岡本杏理
岡本 杏理（おかもと あんり、1994年7月1日 - ）は、東京都出身の女性ファッションモデル、女優。スターダストプロモーション所属。

## 略歴
小学校3年生の頃の春休み、代々木競技場での春高バレー観戦の帰りに、原宿で現在のマネージャーにスカウトされたのがきっかけとなり、当時打ち込んでいたバレーボールを辞めて芸能界入り。最初は、芸能活動に全く興味がなく、バレーボールを続けるつもりだったが、事務所の面接を遊び半分で受けに行ったら、合格してしまったという。しかし、事務所のレッスンに通っているうちに楽しくなってきた、と語っている。2005年3月から2006年4月まで、スターダストプロモーションのアイドルユニットPower Ageに所属していた。エプソンのテレビCMでデビューを果たし、以来、主に雑誌モデルや女優として活躍している。
2008年8月のBS-iドラマ『東京少女』で、連続ドラマ初主演。2009年2月からは、雑誌「Seventeen」の専属モデルとなる。同年3月には、出演映画「ヤッターマン」が公開。
2009年10月スタートのTBS系列ドラマ『小公女セイラ』で、地上波連続ドラマにレギュラー出演。

## 人物

### モデル
小学4年生からファッションモデルとしての活動を行っている。長身で細長い手足、小さい顔と、モデルとして理想的な体型であるため、BOMB編集部からは「未来のスーパーモデル」として期待されており、将来有望な若手モデルである。
ティーン向けファッション雑誌「Seventeen」の専属モデルを務めていた。加入時（2009年2月号）は同誌で最年少モデルだった。2006年から2009年までは雑誌「ラブベリー」で専属モデルを務めていた。ラブベリーのモデルでは同学年の荒井萌と仲が良い。
セブンティーンモデルの中では、桐谷美玲が憧れの存在である。仲が良いモデルは、セブンティーンで唯一同い年の広瀬アリス。それ以外では、有末麻祐子や大政絢、岡本あずさ、鈴木友菜、草刈麻有と仲が良い。大政は、事務所の先輩でもあり、セブンティーンモデルになる前から仲が良かった。大政については、「お姉さんみたいな人。よく相談にのってもらってます」と、インタビュー上で述べている。岡本と有末とは、「恋とオシャレと男のコ」で共演しており、大政も第5話でゲスト出演している。鈴木と草刈とは、セブンティーンの同期。セブンティーンモデルの中で脚が非常に長く、股下88cmもある。
ファッション通販サイト「SMOOCH（スムーチ）」の企画ではオリジナルTシャツをデザインした。Tシャツの形からデザインまで全て自分で考え、自分の好きな細身のTシャツにした。
2009年4月からは、めざましテレビ「MOTTOいまドキ!」（フジテレビ）で、リポーターとしてレギュラー出演していた。
2015年2月28日発売の「Seventeen」2015年4月号をもって約6年間務めた同誌の専属モデルを卒業。代わって2015年4月20日発売の「non-no」6月号より同誌の専属モデルとなった。
そして2018年10月20日発売のnon-no12月号をもってnon-noの専属モデルを卒業した。

### 女優
小学校6年時に出演した「スマイル 聖夜の奇跡」では、フィギュアスケートに挑戦した。スケートの経験は全くなかったが、西田美和の指導の下、3ヶ月でジャンプやスピンまでこなせるようになった。「スマイル」では、病気を患う少女を演じ、まだ演技経験が少なかったため、泣く演技にも苦労したというが、「自分が経験ないことでも、役をもらったらちゃんとお芝居しないといけない」と学んだという。2010年に放映されたP&Gパンテーンドラマスペシャル「初恋クロニクル」で、再度フィギュアスケートに挑戦した。
オーディションに合格して出演した映画「ヤッターマン」では、激しいアクションシーンにも挑んだ。「恋とオシャレと男のコ」（BS-TBS）では、主演の1人として、世界初の「ワンシーンワンカット」の連続ドラマを成功させた。学園ドラマをやってみたいという夢を抱いていたが、2009年10月から小公女セイラ （TBS）にレギュラー出演が決まり、その夢を叶えた。セイラで共演した篠原愛実や小島藤子とは仲が良い。
BS-TBSのドラマプロデューサー、丹羽多聞アンドリウには非常に高く評価されており、同局製作のドラマに多く出演している。丹羽は、ラブベリーの専属モデルを務めていた岡本の存在を知り、「ちょっと面白いから使ってみよう」と思ったのがきっかけで、「恋する日曜日三姉妹」の主演に抜擢した。
丹羽からは、大政絢や瓜生美咲、水沢エレナ、桜庭ななみ、山下リオと共に、将来のブレイクは確実だと言われており、「大女優になる素質がある」と期待されている
演技については、「一人では見つけられない自分が分かったりとか、自分とは違う役になりきれるところが楽しい」と語っている。また、目標とする女優として、竹内結子と夏帆をインタビュー等で挙げている。映画「砂時計」では、夏帆と共演している。また、同作品では島根弁で演じている。
将来的には、ドラマやCMなど幅広いジャンルへ挑み、笑顔の素敵な女優になることが目標、と語っている。

### その他
- 趣味は、食品サンプル集めと科学館巡り、絶叫マシーンに乗ること、ネイルアート[8]など。特に、食品サンプル集めには熱心で、収集し過ぎて、自分の部屋は大変なことになっている。合羽橋まで行って買っている[19]。関西テレビで放映された「NEXT 解体新女」では、食品サンプル作りを体験した[20]。一番のお気に入りは海鮮丼のサンプル[21]
- 特技はバレーボールとトランポリン、ダンス。バレーボールは、両親と兄もやっており、小学1年から自分も本格的にバレーを始めた。芸能界入りする小学4年生まで続けており、全国大会に出たこともある[2][21]。
- 一番の好物は、梅干し。理由は酸っぱさと実の食感がたまらないから[22]。「クリスマスや誕生日のプレゼントも梅干しをもらいます(笑)」と、インタビューで答えている[2]。他に好きなのは餃子。嫌いなのはカキ[23]。
- 兄が1人いる。祖父母も同居しており、近所にはいとこも住んでいるので、土日は親戚10人くらいで一緒に夕飯を食べる[19]。ただし、兄は地方の大学に進学したので、現在は同居していない[24]。
- 血液型はA型ながら「きれい好きなところがなくて、バッグの中もグシャグシャ（笑）」と、自己分析している[2]。学校ではよく「うるさい」と友達に言われるらしい。ただし、「テンションはちょっと高い時もあるけど、そこまでコメディっていうかお笑いキャラって感じじゃない」[25]。
- 音楽鑑賞は大好きだが、歌うことには全く関心がなく、得意でもない。カラオケにもあまり行くことはなく、行っても絶対歌わない。『東京少女』では主題歌を自分で歌ったが、演技よりも歌の方が不安が大きかったという。ただし石橋杏奈ぐらい歌が上手ければ歌ってみたいらしい[21][25]。
- 苦手な教科は日本史で、先生からは、「ドラマの台本は覚えられるのに」と突っ込まれるそうだが、本人曰く、「好きなこと以外はなかなか頭に入ってこない」[26]。
- キンクマハムスターを飼っている。名前は「ムギちゃん」[26]。
- 自転車に乗ることを親に禁止されている。乗れないわけではない[27]。
- 初恋は、幼稚園の時だと周りから言われているが、全くその相手を好きだった記憶がないらしい[8]。
- 最近、タピオカにはまっている。外で飲むのも好きだが、家でも作る。外では必ずミルクティータピオカ、家ではタピオカ＋スプーン1杯のコーヒーがマイブーム[28]。
- 座右の銘は「笑うことはいちばん身近な幸せである」[8]。
- 口癖は「なんだろ……」[21]。
- 出てみたいテレビ番組は「KUNOICHI」[21]。
- 好きなブランドは「ANAP」。ただし、あまり気にしていない[21]。
- 好きな本は小川糸著「食堂かたつむり」[23]。
- 好きな映画は「ハイスクール・ミュージカル」、「かもめ食堂」[23]。

## 出演

### 映画
- ため息の理由（2006年3月11日、モブキャスト） - 鷲尾カレン（少女期） 役
- スマイル 聖夜の奇跡（2007年12月15日、東宝） - 篠原礼奈 役
- 砂時計（2008年4月26日、東宝） - 月島椎香（中高生時代） 役
- ヤッターマン（2009年3月7日、日活 /  松竹） - 海江田翔子 役
- ケータイ刑事 THE MOVIE3 モーニング娘。救出大作戦!〜パンドラの箱の秘密（2011年2月5日、BS-TBS） - 銭形結 役
- 映画 謎解きはディナーのあとで（2013年8月3日、東宝） - 宗森あずみ 役
- 男子高校生の日常（2013年10月12日、ショウゲート） - りんごちゃん 役[29]
- ストロボ・エッジ（2015年3月14日、東宝） - 岡田（ふられんぼ同盟リーダー） 役
- インターン!（2016年11月5日、BS-TBS） - 浜崎真希 役[30]

### テレビドラマ
- 牙狼<GARO>（2005年10月7日 - 2006年3月31日、テレビ東京） - 三神官ベル 役
- 1リットルの涙 特別編〜追憶〜（2007年4月5日、フジテレビ） - 長嶋みずき 役
- セクシーボイスアンドロボ 最終話（2007年6月19日、日本テレビ） - 佐田里奈 役
- 恋する日曜日第3シリーズ 「三姉妹」（2007年6月23日、BS-i） - 主演・田所杏奈 役
- 東京少女 セピア編 「新聞少女」（2008年2月17日、BS-i） - 主演・麻衣 役
- Around40〜注文の多いオンナたち〜 最終話（2008年6月20日、TBS） - 森村奈央（少女期） 役
- 東京少女岡本杏理 全5話（2008年8月2日 - 30日、BS-i） - 主演・杏理 / アンリ 役
- Pocky 4 Sisters!（2008年12月27日、BS-i） - 木所アンリ 役
- 恋とオシャレと男のコ（2009年4月4日 - 6月27日、BS-TBS） - 主演・杏理 役
- NEXT 「恋する杏理☆推理中」（2009年4月9日 - 23日、関西テレビ） - 主演・椎名あんり 役
- 小公女セイラ（2009年10月17日 - 12月19日、TBS） - 東海林まさみ 役
- 初恋クロニクル（2010年3月13日、BSフジ） - 向井真由香 役
- うぬぼれ刑事 第10話（2010年9月10日、TBS） - 結城あかね 役
- ケータイ刑事 銭形結（2010年12月4日 - 2011年2月12日、BS-TBS） - 主演・銭形結 役
- LADY〜最後の犯罪プロファイル〜（2011年1月7日 - 3月25日、TBS） - 香月舞子 役
- 謎解きはディナーのあとで（2011年10月18日 - 12月20日、フジテレビ） - 宗森あずみ 役
  - 謎解きはディナーのあとでスペシャル（2012年3月27日）
  - 謎解きはディナーのあとでスペシャル〜風祭警部の事件簿〜（2013年8月2日）
- マネキン・ガールズ（2011年11月7日 - 8日、BS-TBS） - 主演・アンリ 役
- 呪報2405 ワタシが死ぬ理由 第10話（2012年9月13日、関西テレビ） - 結城菜帆 役
- スイッチガール!!2（2012年12月7日 - 2013年1月25日、フジテレビTWO） - 城ヶ崎麗香 役
- ヴァンパイア・ヘヴン（2013年4月12日 - 7月5日、テレビ東京） - 理沙 役
- 潜入探偵トカゲ 第5話（2013年5月16日、TBS） - 島倉梨奈 役
- セブンティーンキラー（2013年9月8日 - 22日、フジテレビTWO） - 主演・優梨愛 役[31][32][33]
- 悪貨 第1・最終話（2014年11月23日・12月21日、WOWOW） - 金森モエ 役
- ウロボロス〜この愛こそ、正義。 第6話（2015年2月20日、TBS） - ルミちゃん 役（スピンオフ）
- ラブリラン（2018年4月5日 - 、読売テレビ） - 前山香 役[34]
- Aloha story～ハワイから愛をこめて～ (2019年4月4日 -、フジテレビ) - 主演・美琴 役[35]

### 舞台
- 歌だ!祭りだ! BS-TBSサマーパーティーin赤坂BLITZ!ファン感謝祭歌謡祭」[36]（2009年8月27日、赤坂BLITZ）
- 初恋は死の香り!〜愛はかげろうのように殺人事件〜[37]（2010年12月29日 - 31日、本多劇場） - 主演・銭形結 役

### ラジオドラマ
- つきのふね（2010年7月24日、NHK大阪） - 主演・さくら 役[38]

### WEB
- ケータイ刑事 銭形命の休日 OFFはJK -非番は女子高生-（2009年、魔法のiらんど） - アンリ 役
- Starry Night（2013年12月10日、ネスレシアター on YouTube） - 遥夏 役

### 情報番組
- めざましテレビ「MOTTOいまドキ!」（2009年4月 - 2012年3月、フジテレビ） - いまドキ娘（リポーター）
- 東京★上海流行通信〜楽活好正点（2011年11月27日 - 、BS-TBS） - MC

### バラエティ
- ウチスタCollection（2007年9月8日 - 29日、フジテレビ）

### CM
- セイコーエプソン
- 小林製薬 ビフナイト（2007年7月 - ）
- 江崎グリコ ポッキー 「Pocky 4 Sisters!」（2008年11月 - ） - 木所アンリ 役
- ロート製薬 メンソレータム モイスティアラ（2010年7月 - ）
- しまむら ファッションセンターしまむら（2011年8月 - ）
- ファミリーマート ファミマカフェ（2014年10月 - ）

### ファッションショー
- TOKYO GIRLS COLLECTION 2012 S/S（2012年3月3日、横浜アリーナ）
- TOKYO GIRLS COLLECTION in NAGOYA（2012年9月1日、ナゴヤドーム）

### PV
- YUI
  - 「Laugh away」（2008年3月10日）[39]
  - 「SUMMER SONG」（2008年7月2日）
  - 「GLORIA」（2010年1月20日）
- moumoon 「more than love」（2008年10月15日）
- JURIAN BEAT CRISIS
  - 「逢いたいよ…love you」（2009年12月9日）[39]
  - 「フライング・ラビット」（2010年1月27日）[39]
  - 「サクラ舞う」（2010年2月17日）[39]
- 大知正紘 「さくら」（2010年3月1日）[39]

### 書誌
- SDP Bunko たけくらべ 樋口一葉著書（2008年7月20日、SDP） - 表紙＋グラビアページ[40]

## 書籍

### 雑誌連載
- ラブベリー（2006年 - 2009年2月号、徳間書店） - 専属モデル
- Seventeen（2009年3月号 - 2015年4月号） - 専属モデル
- non-no（2015年6月号 - 2018年12月号） - 専属モデル

### 小説表紙
- お嬢様、狼には気をつけて（2012年2月24日、集英社ピンキー文庫） - カバーモデル
- 通学日〜君と僕の部屋〜（2013年8月23日、集英社ピンキー文庫） - カバーモデル